# A Billboard Hot 100 listavezetői 2015-ben

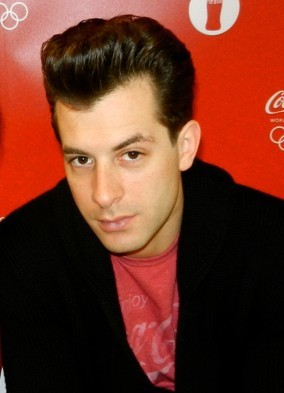
Az Uptown Funk Mark Ronson (a képen) és Bruno Mars közös dala tizennégy hetet töltött a Hot 100 első helyén, ezzel a lista történetének második leghosszabban uralkodó kislemezévé vált.

A Billboard Hot 100 lista rangsorolja az Amerikában legjobban teljesítő kislemezeket. A streaming adatok, a digitális és fizikális eladások, illetve a rádiós teljesítmény alapján készült listát a Billboard magazin teszi közzé hetente.

## Lista

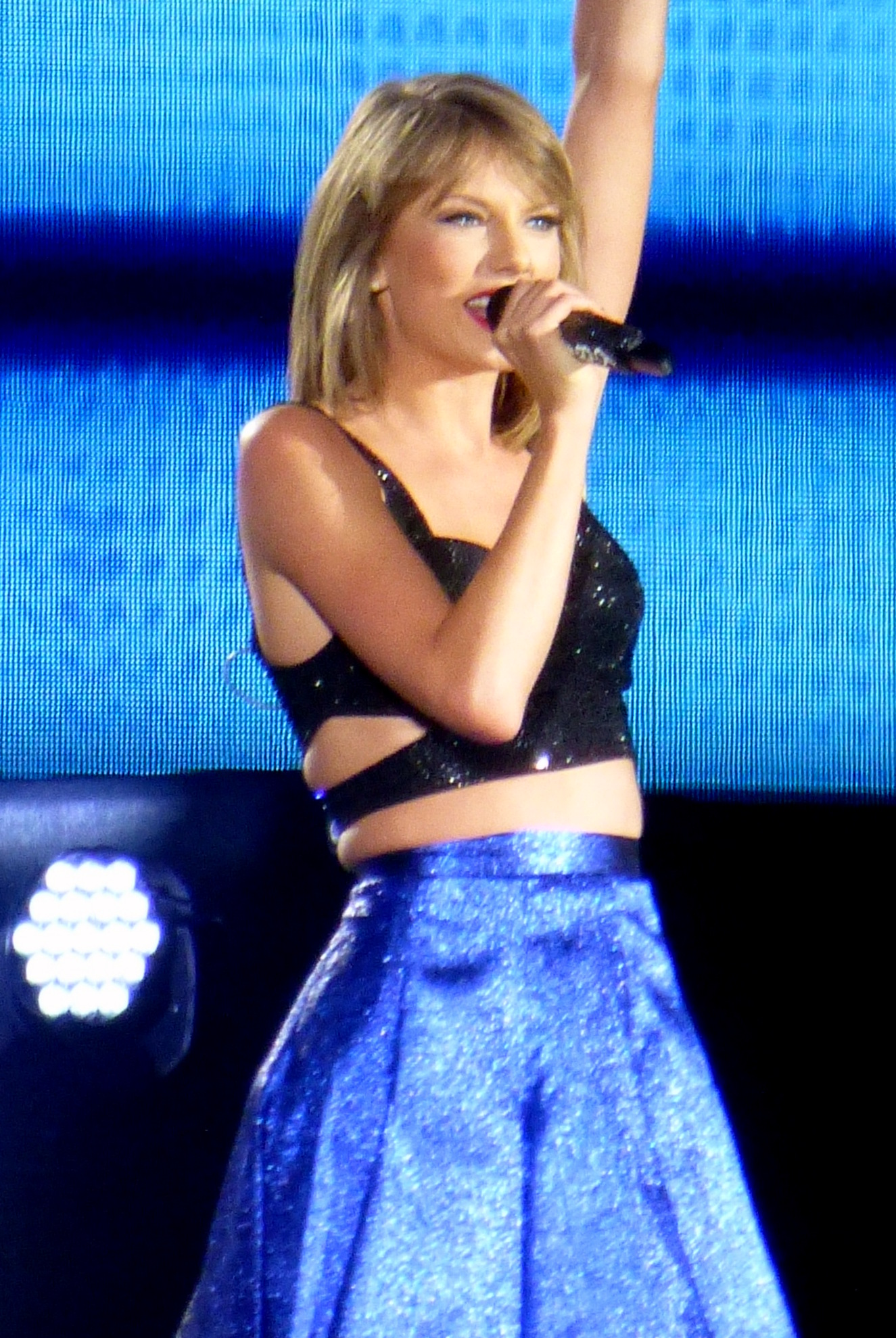
Taylor Swift (a képen) megszerezte harmadik, illetve negyedik első helyét Blank Space és Bad Blood dalaival.

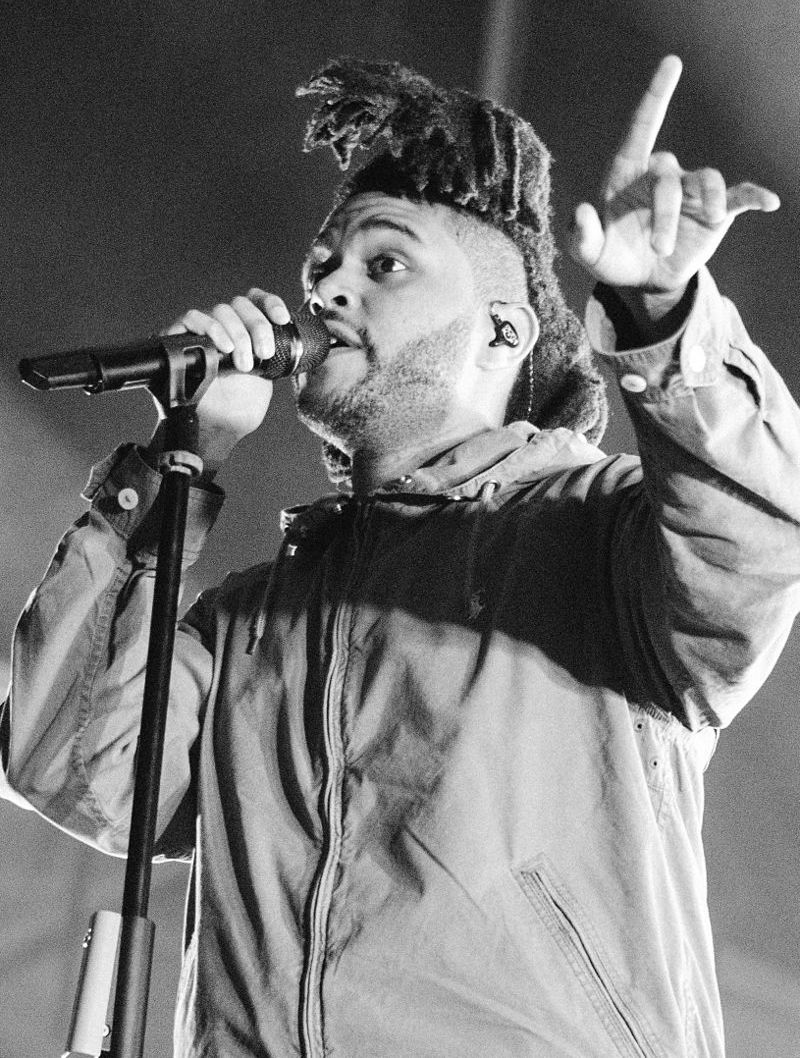
A The Weeknd (a képen) megszerezte első és második listavezető pozícióját Can’t Feel My Face, illetve The Hills című dalaival.

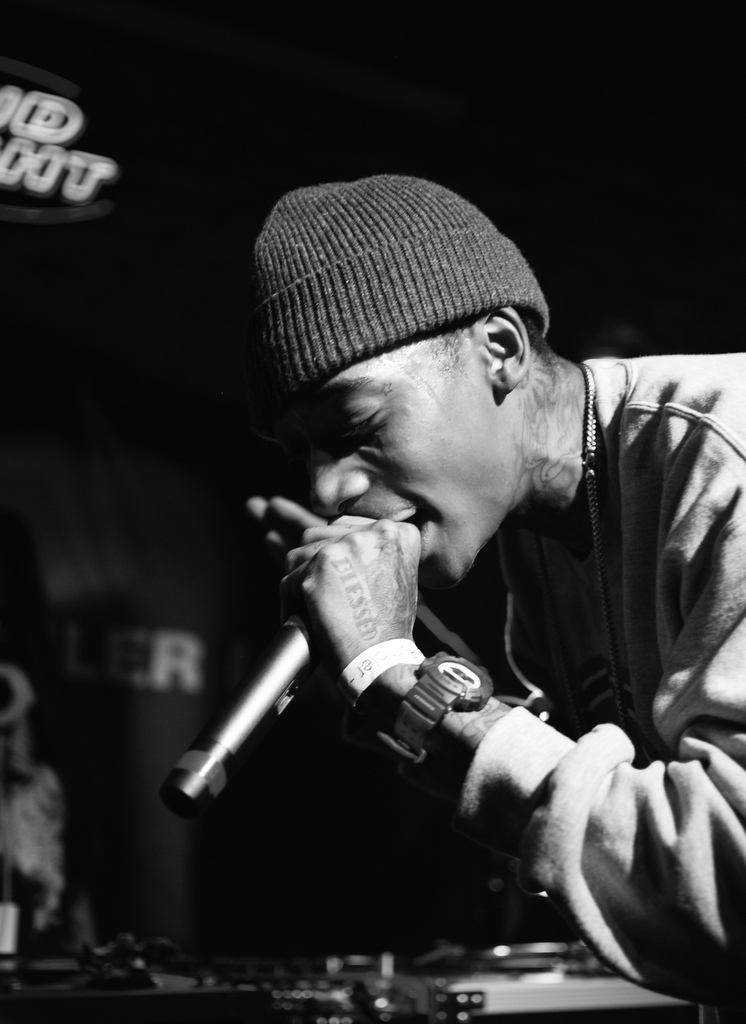
Wiz Khalifa (a képen) megszerezte második első helyezését See You Again című dalával, amely tizenkét hetet töltött a csúcson.

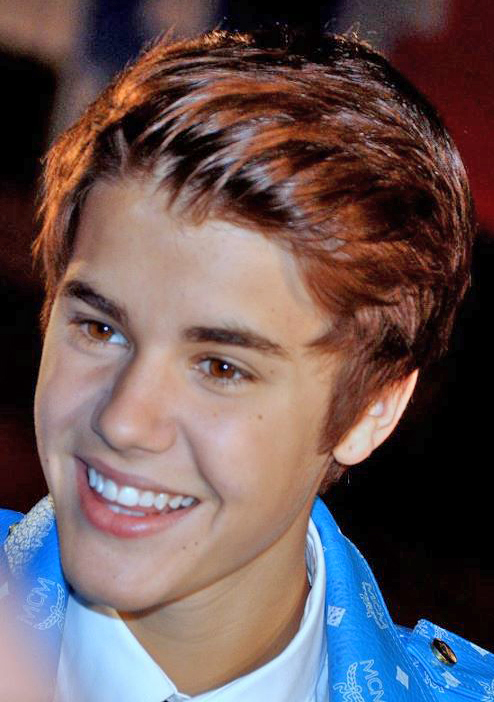
Justin Bieber (a képen) What Do You Mean? dala az első helyen debütált. A dal a huszonharmadik olyan kislemez, ami rögtön a csúcson nyitott.

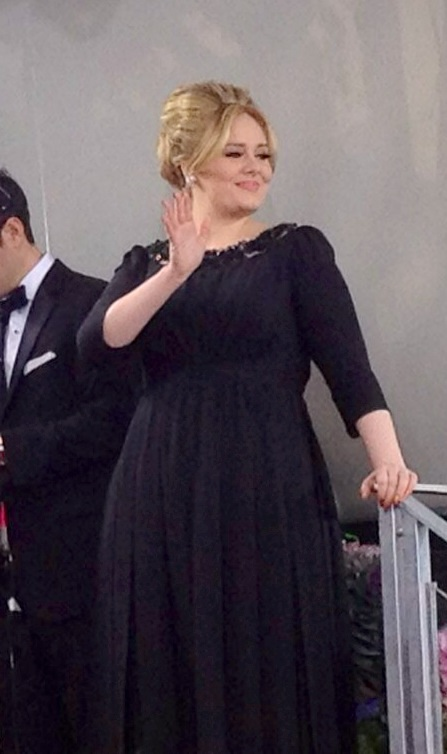
Adele (a képen) Hello című dala az első helyen debütált, ezzel az énekesnő megszerezte negyedik listavezető pozícióját a listán.

| Best performing single of 2015 | A legjobban teljesítő kislemezt jelzi 2015-ben |

| Kiadás dátuma  | Dal                | Előadó(k)                                     | Forr.  |
| -------------- | ------------------ | --------------------------------------------- | ------ |
| Január 3.      | Blank Space        | Taylor Swift                                  | [ 2 ]  |
| Január 10.     | Blank Space        | Taylor Swift                                  | [ 3 ]  |
| Január 17.     | Uptown Funk!       | Mark Ronson, Bruno Mars közreműködésével      | [ 4 ]  |
| Január 24.     | Uptown Funk!       | Mark Ronson, Bruno Mars közreműködésével      | [ 5 ]  |
| Január 31.     | Uptown Funk!       | Mark Ronson, Bruno Mars közreműködésével      | [ 6 ]  |
| Február 7.     | Uptown Funk!       | Mark Ronson, Bruno Mars közreműködésével      | [ 7 ]  |
| Február 14.    | Uptown Funk!       | Mark Ronson, Bruno Mars közreműködésével      | [ 8 ]  |
| Február 21.    | Uptown Funk!       | Mark Ronson, Bruno Mars közreműködésével      | [ 9 ]  |
| Február 28.    | Uptown Funk!       | Mark Ronson, Bruno Mars közreműködésével      | [ 10 ] |
| Március 7.     | Uptown Funk!       | Mark Ronson, Bruno Mars közreműködésével      | [ 11 ] |
| Március 14.    | Uptown Funk!       | Mark Ronson, Bruno Mars közreműködésével      | [ 12 ] |
| Március 21.    | Uptown Funk!       | Mark Ronson, Bruno Mars közreműködésével      | [ 13 ] |
| Március 28.    | Uptown Funk!       | Mark Ronson, Bruno Mars közreműködésével      | [ 14 ] |
| Április 4.     | Uptown Funk!       | Mark Ronson, Bruno Mars közreműködésével      | [ 15 ] |
| Április 11.    | Uptown Funk!       | Mark Ronson, Bruno Mars közreműködésével      | [ 16 ] |
| Április 18.    | Uptown Funk!       | Mark Ronson, Bruno Mars közreműködésével      | [ 17 ] |
| Április 25.    | See You Again      | Wiz Khalifa, Charlie Puth közreműködésével    | [ 18 ] |
| Május 2.       | See You Again      | Wiz Khalifa, Charlie Puth közreműködésével    | [ 19 ] |
| Május 9.       | See You Again      | Wiz Khalifa, Charlie Puth közreműködésével    | [ 20 ] |
| Május 16.      | See You Again      | Wiz Khalifa, Charlie Puth közreműködésével    | [ 21 ] |
| Május 23.      | See You Again      | Wiz Khalifa, Charlie Puth közreműködésével    | [ 22 ] |
| Május 30.      | See You Again      | Wiz Khalifa, Charlie Puth közreműködésével    | [ 23 ] |
| Június 6.      | Bad Blood          | Taylor Swift, Kendrick Lamar közreműködésével | [ 24 ] |
| Június 13.     | See You Again      | Wiz Khalifa, Charlie Puth közreműködésével    | [ 25 ] |
| Június 20.     | See You Again      | Wiz Khalifa, Charlie Puth közreműködésével    | [ 26 ] |
| Június 27.     | See You Again      | Wiz Khalifa, Charlie Puth közreműködésével    | [ 27 ] |
| Július 4.      | See You Again      | Wiz Khalifa, Charlie Puth közreműködésével    | [ 28 ] |
| Július 11.     | See You Again      | Wiz Khalifa, Charlie Puth közreműködésével    | [ 29 ] |
| Július 18.     | See You Again      | Wiz Khalifa, Charlie Puth közreműködésével    | [ 30 ] |
| Július 25.     | Cheerleader        | Omi                                           | [ 31 ] |
| Augusztus 1.   | Cheerleader        | Omi                                           | [ 32 ] |
| Augusztus 8.   | Cheerleader        | Omi                                           | [ 33 ] |
| Augusztus 15.  | Cheerleader        | Omi                                           | [ 34 ] |
| Augusztus 22.  | Can’t Feel My Face | The Weeknd                                    | [ 35 ] |
| Augusztus 29.  | Cheerleader        | Omi                                           | [ 36 ] |
| Szeptember 5.  | Cheerleader        | Omi                                           | [ 37 ] |
| Szeptember 12. | Can’t Feel My Face | The Weeknd                                    | [ 38 ] |
| Szeptember 19. | What Do You Mean?  | Justin Bieber                                 | [ 39 ] |
| Szeptember 26. | Can’t Feel My Face | The Weeknd                                    | [ 40 ] |
| Október 3.     | The Hills          | The Weeknd                                    | [ 41 ] |
| Október 10.    | The Hills          | The Weeknd                                    | [ 42 ] |
| Október 17.    | The Hills          | The Weeknd                                    | [ 43 ] |
| Október 24.    | The Hills          | The Weeknd                                    | [ 44 ] |
| Október 31.    | The Hills          | The Weeknd                                    | [ 45 ] |
| November 7.    | The Hills          | The Weeknd                                    | [ 46 ] |
| November 14.   | Hello              | Adele                                         | [ 47 ] |
| November 21.   | Hello              | Adele                                         | [ 48 ] |
| November 28.   | Hello              | Adele                                         | [ 49 ] |
| December 5.    | Hello              | Adele                                         | [ 50 ] |
| December 12.   | Hello              | Adele                                         | [ 51 ] |
| December 19.   | Hello              | Adele                                         | [ 52 ] |
| December 26.   | Hello              | Adele                                         | [ 53 ] |